# 大山綱介
大山 綱介（おおやま つなすけ、嘉永6年1月22日（1853年3月1日） - 明治44年（1911年）8月21日）は、日本の外交官。駐イタリア公使。

## 経歴
薩摩国川辺郡加世田村（現・鹿児島県南さつま市）出身。1875年（明治8年）、外務省に出仕。西南戦争の際には柏田盛文・安楽兼道と共に警視として西郷軍に対して説得を試みた。その後、イタリア公使館附、フランス公使館附、外務書記生、外務書記官、公使館書記官、外務大臣秘書官、弁理公使を歴任。1899年（明治32年）より駐イタリア公使を務めた。ジャコモ・プッチーニはオペラ蝶々夫人を制作するにあたり、綱介の妻・久子に話を聞くことで日本の事情を取材していた。1911年（明治44年）に心臓病、神経衰弱、脳病を併発して死去。

## 栄典
位階
- 1911年（明治44年）8月22日 - 従三位[4]

勲章等
- 1891年（明治24年）12月22日 - 勲六等瑞宝章[5]
- 1902年（明治35年）12月28日 - 旭日小綬章[6]

## 親族
- 野村素介 - 妻・久子の父[1]。男爵。貴族院議員。
- 沢田節蔵 - 娘・美代子の夫。駐ブラジル大使。

## 関連書
- 『『蝶々夫人』と日露戦争 - 大山久子の知られざる生涯』萩谷由喜子、中央公論新社 (2018/2/21)